# Метрото
„Метрото“ (разказ) е фантастичен психологически хорър от Иван Атанасов, публикуван в антологията „Знойни хоризонти“ (Аргус, 2006) и в сборника „Рецепта за кошмари“ (Изток-Запад, 2018). Разказът описва тежка железопътна катастрофа и последиците от нея за един от оцелелите, Джак Нортън, който се връща в метрото, за да се изправи пред собствените си демони.